# F.a.n. frankenstolz
Koordinaten: 49° 59′ 12,9″ N, 9° 4′ 43,5″ O
f.a.n. frankenstolz Schlafkomfort H. Neumeyer GmbH & Co. KG mit Hauptsitz im unterfränkischen Mainaschaff ist einer der größten Hersteller von Heimtextilien in Europa.
Das Produktspektrum umfasst unter anderem Bettwaren (Steppdecken, Kissen und Matratzen, zugehörige Rahmen sowie Schlafsäcke), daneben auch industrielle Vliese und Pietätswaren.
Das mittelständische Unternehmen wurde 1955 durch Herbert Neumeyer durch Übernahme der Steppdeckennäherei Reuß in Aschaffenburg gegründet. Die damals lediglich zehnköpfige Belegschaft fertigte pro Tag handwerklich 40 Teile. 1988 wurde die bereits auf das Jahr 1850 zurückgehende Federn- und Daunenfabrik Heinrich Häussling in Neustadt an der Weinstraße in die Gruppe integriert. Von 1993 bis 2001 wurde ein weiteres Werk in Oschatz-Merkwitz errichtet.
Das Unternehmen beschäftigt heute insgesamt rund 700 Mitarbeiter, die in den vier Werken Mainaschaff bei Aschaffenburg (rund 300 Mitarbeiter), Aschbach bei Bamberg, Merkwitz in Sachsen und Neustadt an der Weinstraße in Rheinland-Pfalz täglich 35.000 Steppteile und 2.500 Matratzen produzieren, entsprechend pro Jahr über sechs Millionen Artikel, davon rund 6.000 verschiedene. Der Umsatz erreichte 2012 131 Millionen Euro. Damit liegt f.a.n. frankenstolz auf dem 26. Platz europaweit.
Marktbegleiter im gleichen Geschäftsfeld sind vor allem N.V. Recticel S.A (Evere/Brüssel, Belgien bzw. Bochum, NRW) und die Bierbaum Unternehmensgruppe (Borken, NRW). Im Vergleich mit diesen lag f.a.n. frankenstolz 2005 auf Platz zwei hinter Recticel.
Die nach dem Sponsorunternehmen benannte f.a.n. frankenstolz arena in Aschaffenburg (ehemals: Unterfrankenhalle) war Spielstätte des Männer-Handball-Bundesligisten TV Großwallstadt.